# Tratado de Adis Abeba de 1972
O Tratado de Adis Abeba, também conhecido como Acordo de Adis Abeba, foi uma série de compromissos firmados em 27 de fevereiro de 1972, com o objetivo de apaziguar os líderes da insurreição no sul do Sudão, após a primeira guerra civil sudanesa se mostrar muito dispendiosa para o governo no norte. Neste acordo foi garantida autonomia ao Sul do Sudão, pondo fim a 17 anos de conflito entre o Anya Nya e o exército sudanês. Seguiu-se uma década de relativa paz, mas em 1983 este acordo foi rompido pelo ex-presidente do Sudão, Gaafar Nimeiry, que impôs a sharia a todo o território do país.

## Preliminares e negociações
As negociações diretas entre o Governo do Sudão e o Movimento de Libertação do Sul do Sudão (em inglês:  Southern Sudan Liberation Movement, SSLM) em Adis Abeba foram precedidas em 1971 por uma série de discussões por intermédio da Conferência de Igrejas de Toda a África  e do Conselho Mundial de Igrejas. Em Adis Abeba, em 1972, Abel Alier liderou a delegação representando o Governo do Sudão. Ezboni Mondiri liderou a delegação do SSLM. As negociações foram moderadas por Burgess Carr, que era então o Secretário Geral da Conferência de Igrejas de Toda a África.

## Resultados
O Acordo tinha o objetivo de resolver e apaziguar as inquietações do movimento de libertação e secessão do sul do Sudão, à medida que a Primeira Guerra Civil Sudanesa se tornava custosa em vidas e recursos econômicos para o governo do norte do Sudão e a população sulista. O estabelecimento da Região Autônoma do Sul do Sudão pelo Acordo de Adis Abeba concedeu um grau de autonomia ao sul. Isso significava que o sul do Sudão não seria mais dividido em três regiões separadas: Equatória, Baḥr al-Ghazāl e Grande Nilo Superior. A região seria administrada por um corpo legislativo e executivo separado. Os soldados do Anya Nya seriam integrados ao exército e à força policial sudanesa. O acordo deu popularidade e prestígio a Nimeri, tanto dentro do Sudão como fora do país.
O tratado não contou com o apoio dos partidos árabes e islâmicos no norte, o que causou a degradação gradual das relações norte-sul. No exterior, a Líbia, governada por Gaddafi, também se opôs ao acordo, considerando que dificultava futuras alianças entre a Líbia e o Sudão.
Uma década de relativa paz se seguiu, embora o Acordo de Adis Abeba não tenha conseguido dissipar as tensões que originalmente causaram a guerra civil. O acordo revelou-se apenas uma trégua temporária. As infrações dos recursos e a marginalização por parte do Norte levaram ao aumento dos distúrbios no Sul a partir do final da década de 1970.

## Término
Em 1983, o presidente Gaafar Nimeiry declarou todo o Sudão um estado islâmico sob a lei sharia, incluindo a região sul de maioria não islâmica. A Região Autônoma do Sul do Sudão foi abolida em 5 de junho de 1983, encerrando o Acordo de Adis Abeba. Isso deu início à Segunda Guerra Civil Sudanesa (1983–2005).